# ケイト (砲艦)
ケイト (USS Kate) は南北戦争時のアメリカ合衆国海軍の艦艇。tincladと呼ばれる浅吃水の砲艦の一隻。tincladには番号が振られており、「サイレン」は55である。
「ケイト」は船尾外車船で、トン数241トン、長さ160フィート、幅31フィート。機関2基、ボイラー2基搭載で、流れに逆らって時速6マイルで航行できるといわれた。兵装は20ポンドパロット砲2門、12ポンド施条榴弾砲2門、24ポンドダールグレン滑腔砲6門であった。
元は1864年夏にBelle Vernonで建造された「Kate B. Porter」で、12月23日にシンシナティで37500ドルで海軍が購入。改装され、また名前は「ケイト」に短縮されて、1865年4月2日にマウンド・シティでW. R. Wellsの指揮下就役した。
1865年4月下旬、「ケイト」は他艦と共にアメリカ連合国大統領ジェファーソン・デイヴィスを捕えるための任務に投入された。
6月20日、「ケイト」はテネシー川での「Undine」、「Key West」、「Elfin」、「Tawah」の引き上げないし解体を命じられた。「ケイト」は2週間以上かけ、榴弾砲9門を回収した。
1866年3月25日に「ケイト」はマウンド・シティで退役し、4日後に10350ドルで売却。商船「James H. Trover」となり、1867年6月21日に座礁した。